# Gong Peng
Gong Peng (xinès tradicional: 龔澎, xinès simplificat: 龚澎, pinyin: Gōng Péng; Yokohama, 10 d'octubre de 1914 - Beijing, 20 de setembre de 1970), nascuda Gong Cisheng i també coneguda com Gong Weihang, va ser una portaveu del Partit Comunista de la Xina durant la guerra civil i la invasió japonesa. El 1949 va ser funcionària del Ministeri d'Afers Exteriors de la República Popular de la Xina i va ser cap de l'Oficina d'Informació, la primera dona a dirigir un departament.

## Família
La mare de Gong Peng era Xu Wen. El seu pare, Gong Zhenzhou, la casa ancestral del qual era a Changfeng, Hefei, Anhui, era un col·lega revolucionari de Sun Yat-sen, políticament actiu a Anhui després de la revolució de 1911, company de classe de Chiang Kai-shek a l'Acadèmia Militar de Baoding, i un cap militar al Govern Militar de Guangdong el 1917. Gong Peng i les seues germanes van nàixer a Yokohama, Japó, on el seu pare s'havia exiliat per protegir-se dels enemics polítics a la Xina. El seu nom de naixement, "Cisheng", significava "Compassió per tots els éssers vius". Va ser la segona de tres filles. La seua germana gran era Gong Pusheng, que també va ser activista a la dècada de 1930 i es va unir al Partit Comunista el 1939. Després de 1949, va ser Secretària de Dret i Tractats Internacionals del Ministeri d'Afers Exteriors i primera ambaixadora a Irlanda. La germana menuda era Xu Wanqiu.
Quan Gong Zhenzhou va morir el 1942, els líders del Partit Comunista Zhou Enlai i Dong Biwu van enviar missatges de condol, i Chiang Kai-shek va enviar una codolada elegíaca.
El primer marit de Gong Peng va ser Liu Wenhua, que va ser assassinat el 1942. El seu segon marit, Qiao Guanhua, amb qui es va casar el 1943, era un destacat diplomàtic i un dels oficials de confiança de Zhou Enlai.

## Educació i incorporació al Partit Comunista de la Xina
Gong Zhenzhou va proporcionar a les seues filles una bona educació tot i la manca de diners de la família. Després de graduar-se a St. Mary's Hall, Shanghai, Gong Peng i Gong Pusheng van estudiar a la Universitat Yenching, una de les principals universitats cristianes.
Les dos germanes estaven actives en el Moviment antijaponés del 9 de desembre de 1935, que es va centrar a Yenching. En aquella època cap de les dos eren comunistes, venien de llars cristianes i treballaven a la YWCA. Per trencar el bloqueig informatiu a l'agitació estudiantil imposat pel govern nacionalista, Gong Pusheng, en la seua qualitat de vicepresidenta de la Unió d'Estudiants de la Universitat de Yenching, i Gong Peng, també líder estudiantil, van oferir una conferència de premsa al campus informant periodistes estrangers sobre el moviment. Entre els presents hi havia el periodista nord-americà Edgar Snow. Snow i la seua dona, Nym Wales, van animar i donar suport als estudiants, que sovint es reunien a sa casa, i es van apropar especialment a les germanes Gong. Quan Snow va tornar de la seua visita secreta a la base de Mao Zedong a Shaanxi, una amiga va compartir el manuscrit del llibre Estrela Roja sobre la Xina amb Gong, i va vore a Mao per primera vegada als curtmetratges que Snow va filmar.
El 1936 Gong es va unir al Partit Comunista de la Xina, després, el 1937 es va llicenciar en història. Després de l'incident del pont Marco Polo, quan va esclatar la guerra, Gong es va traslladar a Shanghai, on va ensenyar a l'escola de Santa Maria del novembre de 1937 al març de 1938.

## Veu del Partit Comunista en temps de guerra
A la tardor de 1938, Gong es va unir a l'èxode de joves progressistes que es dirigien a la recentment establerta capital de guerra de Mao Zedong, Yan'an. Es va convertir en una de les primeres estudiants de l'Institut de Yan'an de Marxisme-Leninisme. En una trobada casual amb Mao, ella li va dir que a Yenching havia canviat el seu nom de "Gong Cisheng" a "Gong Weihang", i després quan va arribar a Yan'an, el va canviar una vegada més, per "Gong Peng", en honor a l'organitzador camperol comunista i màrtir Peng Pai. Mao ho va aprovar. (Peng Pai també havia estat cristià durant un temps). Va assistir a les conferències de Mao i es va convertir en el seu traductor quan va rebre a convidats de parla anglesa. Va ser assignada a l'edició del Nord de la Xina del Xinhua Ribao, i va conèixer el comandant adjunt del XVIII Exèrcit Peng Dehuai. Des d'octubre de 1938 fins a l'octubre de 1940, Gong va exercir com a secretària del quarter general del XVIII Exèrcit de l'Exèrcit Nacional Revolucionari. El 1938, es va enamorar i es va casar amb Liu Wenhua.
El 1939, en resposta a la directiva de Mao de donar encara més pes a la propaganda estrangera, el Partit va formar un reduït Grup d'Afers Exteriors, amb membres com Wang Bingnan, Chen Jiakang i Gong Peng, un grup que es va mantindre unit i va formar el nucli del Ministeri d'Afers Exteriors una dècada després. La direcció del partit esperava que els informaren sobre l'evolució mundial i que conrearen bones relacions amb periodistes, diplomàtics i soldats estrangers. Gong va ser transferida al VIII Exèrcit de Ruta a Chongqing, una tasca que va durar des de desembre de 1940 fins a octubre de 1946. Va exercir com a periodista del Xinhua Ribao i secretària de la delegació del PCX a Chongqing, que estava encapçalada per Zhou Enlai. Mentrestant, el juny de 1942, Liu Wenhua va ser assassinat mentre tornava de la seu del VIII Exèrcit de Ruta a Jinzhong. A finals de la tardor de 1943, a proposta de Zhou, Gong i Qiao Guanhua es van casar. Mao Zedong va elogiar els nuvis per liderar la revolució matrimonial durant milers de quilòmetres. El juliol de 1944, va donar a llum el seu primer fill, que més tard va exercir com a viceministre del Ministeri d'Afers Exteriors de la República Popular de la Xina. Durant les negociacions amb els nacionalistes, amb diplomàtics nord-americans que no parlaven xinés, Gong va estar al costat de Mao. Gong també es va reunir amb intel·lectuals de Chongqing, alguns dels quals va presentar al PCX, com l'arquitecte Liang Sicheng. Gong Pusheng va presentar KH Ting, a qui havia conegut al departament d'estudiants de la YMCA, a una de les seues companys de classe de Yenching, que es va convertir en la seua dona.
Zhou Enlai i Gong van prestar especial atenció als diplomàtics i periodistes nord-americans. Un observador va recordar més tard que els comunistes de Chongqing eren encara un grup aïllat de desfavorits i no hi havia cap sentit d'amenaça. El corresponsal de la revista Time, Theodore White, va dir de Gong que era la dona xinesa més bella que he trobat mai, i l'historiador John K. Fairbank, aleshores oficial de l'OSS en temps de guerra, va escriure a la seua dona que Gong era la persona designada oficialment per al contacte amb els bàrbars, amb un efecte domador en tots els que conec, esmentant en particular Brooks Atkinson de The New York Times, i Joseph Alsop, ajudant de Claire Chennault. El periodista Eric Sevareid va considerar que Gong era menys un objecte de desig sexual que una mena de bellesa inabastable, que inspirava una devoció cortesana. Va escriure que més d'uns quants corresponsals i diplomàtics estrangers es van imaginar enamorats d'ella, però era un poc com enamorar-se de Joana d'Arc. El cos de premsa estranger i els diplomàtics van organitzar que Gong Peng visitara un metge de la marina nord-americana quan va patir disenteria i planejaven protestar si la policia secreta nacionalista l'arrestava. Quan un lladre va arribar per la finestra del seu apartament i va robar tot l'armari de Qiao i Gong Peng, John Fairbank va prestar a Qiao un dels seus vestits a mida. Després de 1949, però, quan es va trobar amb coneguts estrangers, va evitar el contacte o els va increpar.
L'oficial del servei exterior nord-americà John S. Service va ser acusat més tard de tenir una relació sexual amb Gong, sense proves ni evidència.
Després de la guerra, una dona periodista nord-americana va transportar el fill de Gong a la seua família a Shanghai. Gong va anar a Hong Kong, on va romandre des d'octubre de 1946 fins a l'agost de 1949. Va començar a expressar crítiques públiques als Estats Units, acusant que el país s'estava avançant cap al feixisme. Va editar en anglés China Digest, un mitjà setmanal del Partit, amb el pseudònim de Djoong Wai-Lo, i va ser membre de la sucursal de Hong Kong de diverses oficines. Va ser responsable de la fundació de l'edició de Hong Kong de Xinhua Ribao, l'òrgan de notícies semioficial.

## Carrera després de 1949
Quan es va establir la República Popular de la Xina el 1949, Gong Peng es va unir al Servei d'Afers Exteriors, amb Zhou Enlai com a ministre. Va ser la cap del Departament d'Informació, la primera dona que va ser cap de departament, i va continuar en el càrrec fins que es va convertir en ministra adjunta el 1964. Atès que Mao Zedong va exigir el control de totes les decisions relatives als afers exteriors, fins i tot els detalls més insignificants, Zhou va mantindre els alts diplomàtics més experimentats a Beijing i no va nomenar veterans dels temps a Yan'an o Chongqing per ser ambaixadors. Zhou va confiar en els alts ajudants amb missions crítiques i dirigir el Ministeri d'Afers Exteriors amb només un reduït número de personal central.
Gong també va exercir com a secretària privada de Zhou i, de vegades, va actuar com a enllaç amb els seus antics col·legues cristians en la construcció del Moviment Patriòtic de les Tres Autonomies que organitza els cristians en un grup sancionat pel govern. A proposta de Zhou, per exemple, va organitzar un sopar a casa de Zhou a Zhongnanhai amb el bisbe KH Ting, amb qui havia treballat als anys trenta. Entre els seus amics hi havia Han Suyin, una companya de classe de Yenching que es va convertir en una autora d'èxit i que simpatitzava amb la revolució xinesa.
A la Conferència de Ginebra de 1954, Gong i Huang Hua, un altre graduat de la Universitat de Yenching, van fer diverses conferències de premsa, però es van oposar quan un fotògraf li va fer una foto encenent un cigarret. Es va quedar reclusa al seu hotel, descrita per un periodista com una dona amb cara de sepultura, amb un vestit blau pel·lícula. Va organitzar una gira per a corresponsals estrangers el 1955 per investigar i realitzar entrevistes al Tibet. Va ajudar a produir una pel·lícula, Zhong yin bianjie wenti zhenxiang, que va guanyar el Premi de les Cent Flors a millor documental llarg.
El Ministeri d'Afers Exteriors va ser l'objectiu dels ultraesquerrans durant la Revolució Cultural. Els grups d'estudiants de la Guàrdia Roja van saquejar la casa de Gong i molts dels seus col·legues del Ministeri d'Afers Exteriors van ser pressionats o enviats a camps de treball. Gong estava esgotada per l'excés de treball, que li va provocar hipertensió. El 20 de setembre de 1970, va morir d'una hemorràgia cerebral a Beijng als 55 anys. 49 anys més tard, Hua Chunying es va convertir en la segona dona directora general del Departament d'Informació després de Gong Peng.